# Егида
Егида је Јупитеров (Зевсов) блистави штит начињен од коже оне козе Амалтеје која га је хранила на Криту; у средини има Горгонину главу. Израдио га је Хефест а Зевс га је даровао Атини. Када Зевс тресе егидом, ствара буру и муње.
У пренесеном смислу, појам егида се користи да опише нечију заштиту, нечије окриље, па тако израз "бити под нечијом егидом" значи - бити под нечијом заштитом.